# Jeu de l'Empuse
Le jeu de l'Empuse était un jeu pratiqué par les Étrusques.

## Description
Joué à cloche-pied, il fait référence au démon à une seule jambe, l'empousa, le joueur tenant d'une main un fouet comme Hécate.